# جو ستراودير
جو ستراودير (بالإنجليزية: Joe Strawder)‏ مواليد 21 سبتمبر 1940 في بل غليد - الوفاة 25 أغسطس 2005، كان لاعب كرة سلة أمريكي. بدأ مسيرته الاحترافية في سنة 1964. تم اختياره من قبل فريق بوسطن سيلتكس خلال الدرافت. حمل الرقم 16. بلغ طوله 6 قدم 10 بوصة (2.1 م). اعتزل اللعب في 1968.

## روابط خارجية
- جو ستراودير على موقع إن بي أي (الإنجليزية)
- جو ستراودير على موقع سبورتس رفرنس (الإنجليزية)
- جو ستراودير على موقع كلية كرة السلة في سبورتس رفرنس.كوم (الإنجليزية)
- جو ستراودير على موقع ريلجم (الإنجليزية)
- جو ستراودير على موقع بروبوليرز (الإنجليزية)